# 1987年バレーボール男子アフリカ選手権
1987年バレーボール男子アフリカ選手権（1987 Men's African Nations Championship）は、1987年にチュニジアのチュニスで開催された、アフリカバレーボール連盟主催の第6回バレーボールアフリカ選手権男子大会。
出場国は8カ国。チュニジアが2大会ぶり4回目の優勝を飾った。

## 最終結果
| 順位 | 国           |
| ---- | ------------ |
| 1    | チュニジア   |
| 2    | カメルーン   |
| 3    | アルジェリア |
| 4    | エジプト     |
| 5    | ナイジェリア |
| 6    | スーダン     |
| 7    | ルワンダ     |
| 8    | ケニア       |